# Phonotimpus marialuisae
Espèce
Phonotimpus marialuisae est une espèce d'araignées aranéomorphes de la famille des Phrurolithidae.

## Distribution
Cette espèce est endémique de l'État de Mexico au Mexique,. Elle se rencontre vers Temascaltepec.

## Description
Le mâle holotype mesure 1,90 mm et la femelle paratype 2,30 mm.

## Étymologie
Cette espèce est nommée en l'honneur de Maria-Luisa Jiménez.

## Publication originale
- Chamé-Vázquez & Ibarra-Núñez, 2019 : A new species of Phonotimpus Gertsch & Davis, 1940 (Araneae: Phrurolithidae) from Mexico. Zootaxa, no 4545(1), p. 146-150.